# Bremer Bürgerhaus

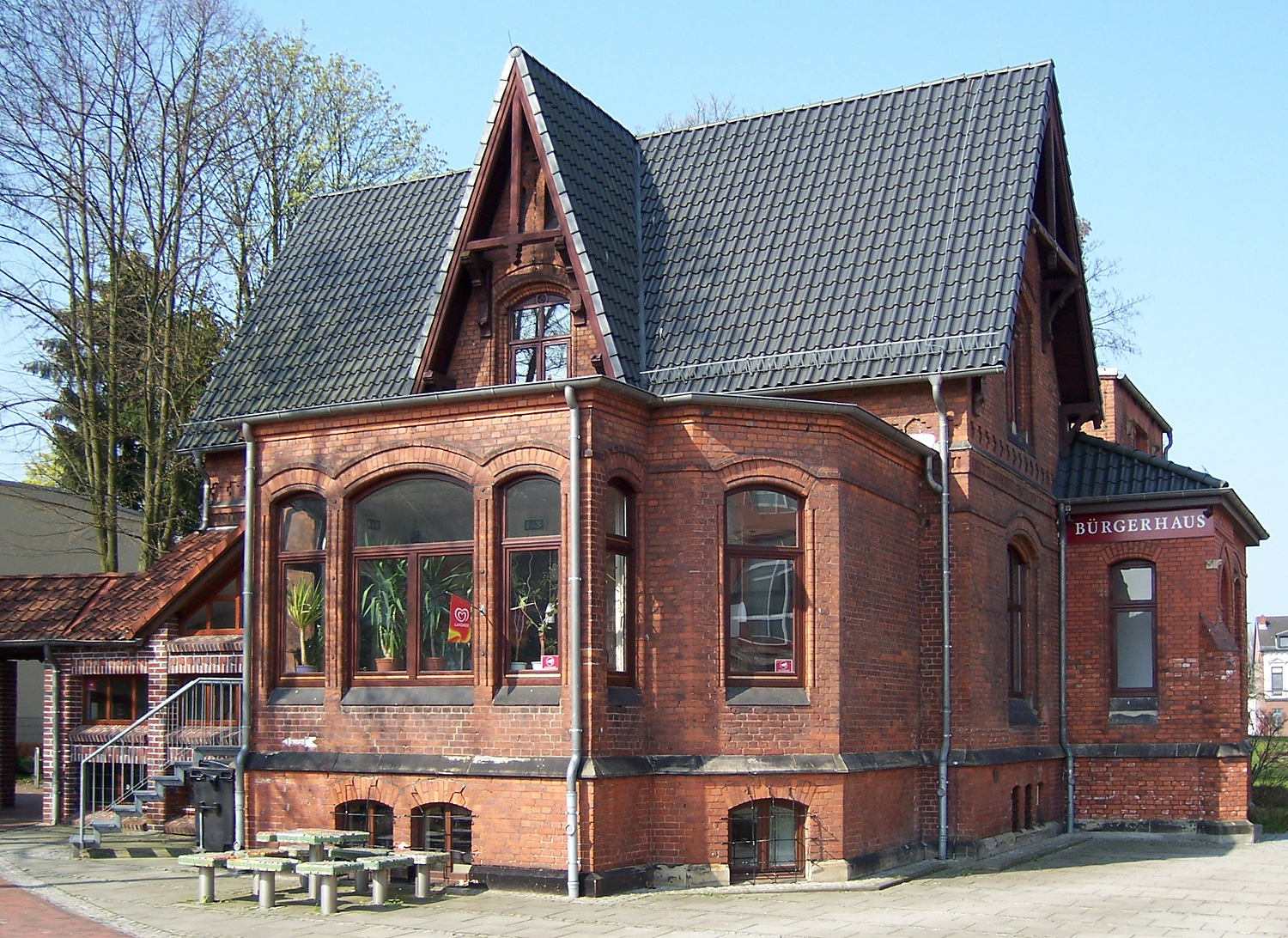
Wohnhaus Wilkens von 1876, seit 1984 Bürgerhaus Hemelingen

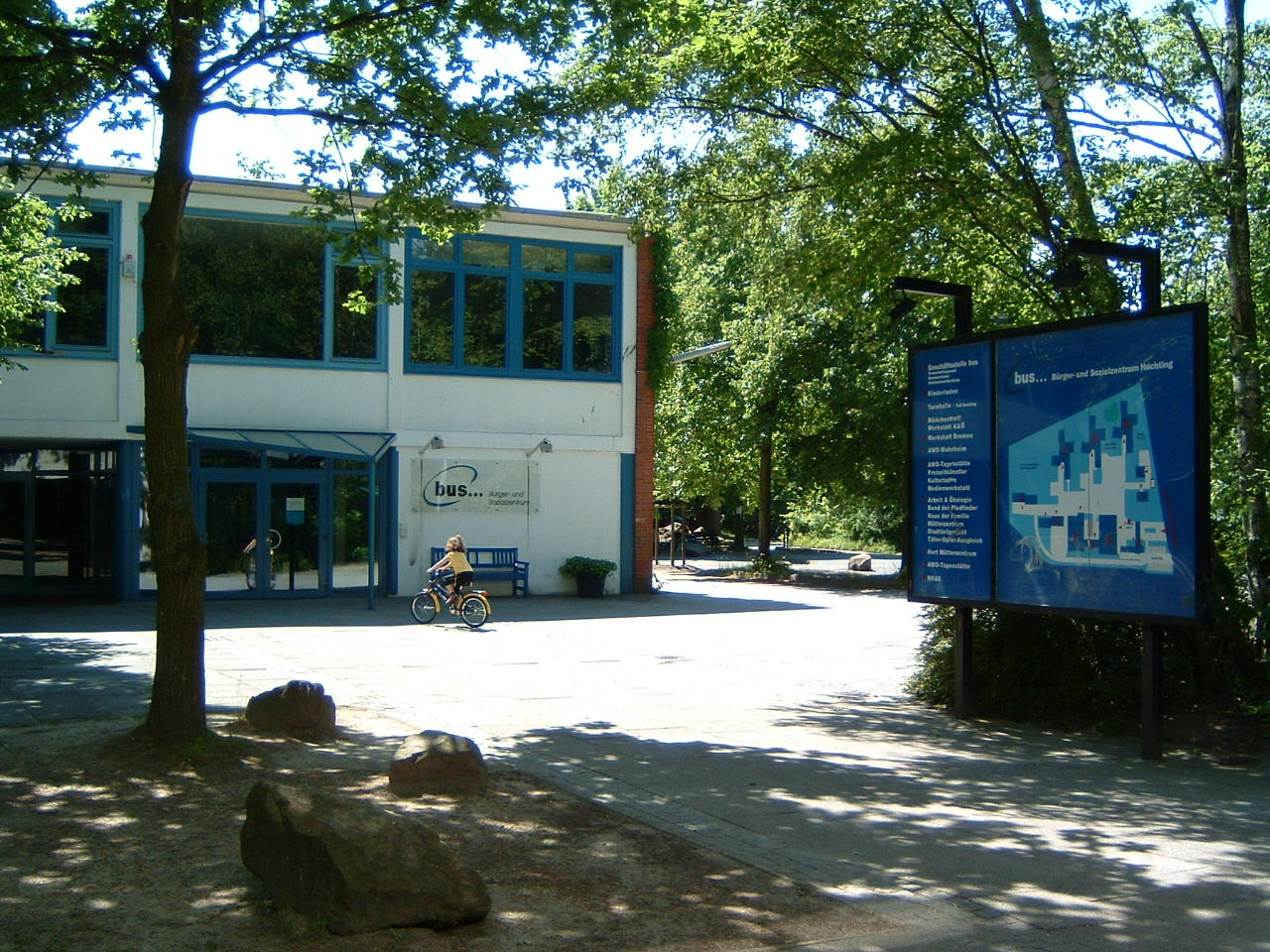
Ehem. Schule Amersfoorter Straße, seit 1987 Bürger- und Sozialzentrum Huchting (BuS)

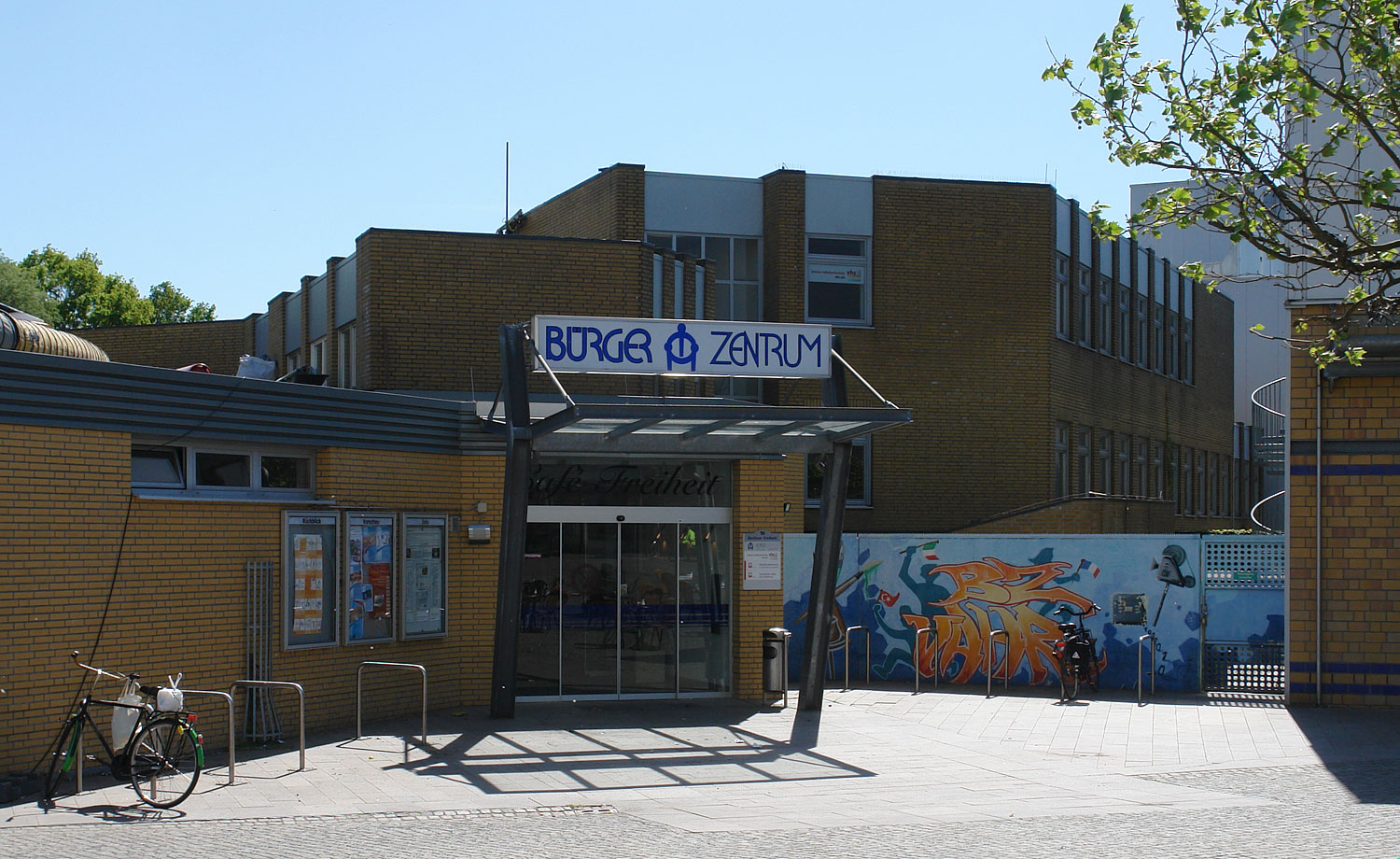
Bürgerzentrum Vahr am Platz der Berliner Freiheit

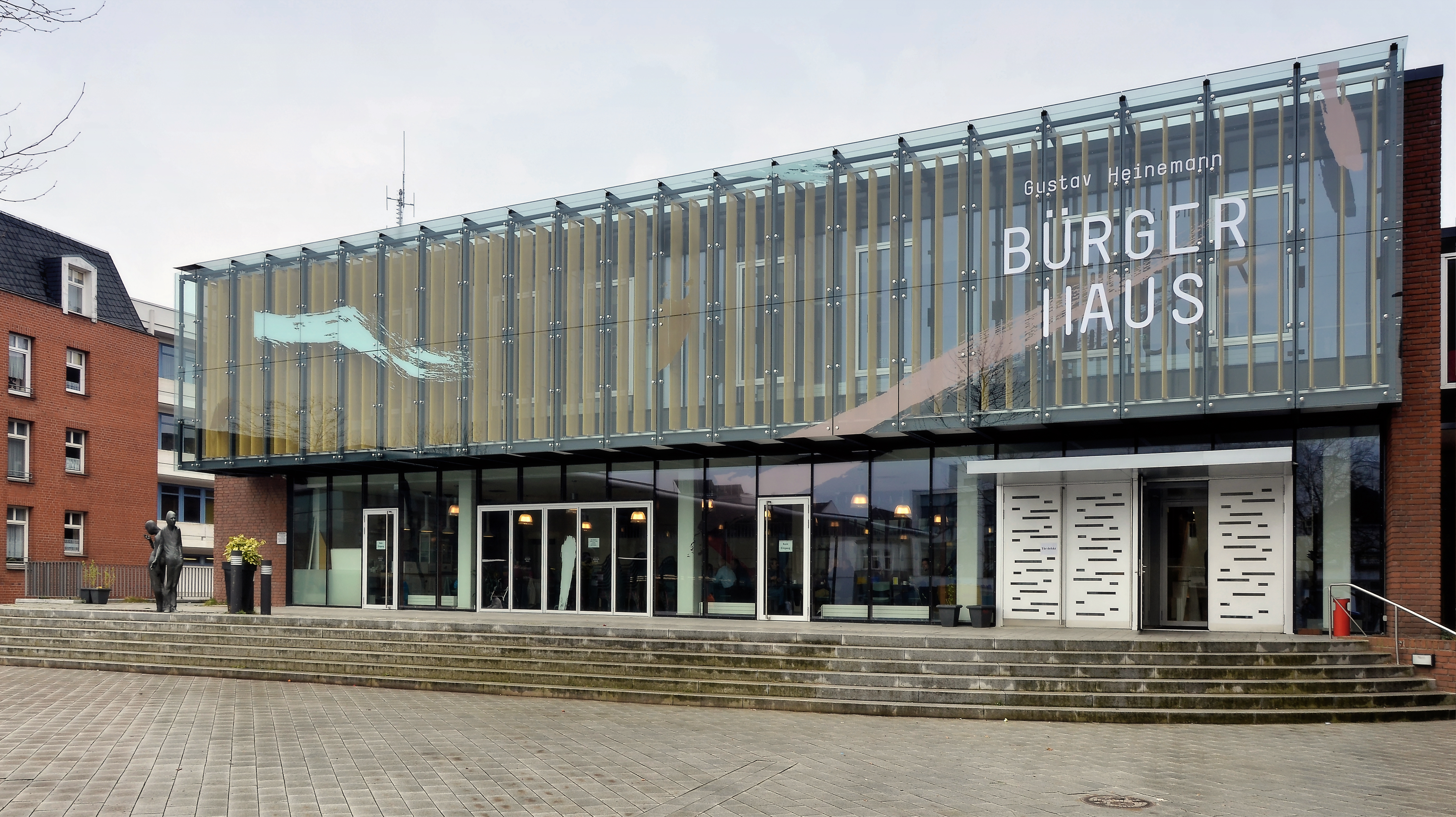
Gustav-Heinemann-Bürgerhaus in Bremen-Vegesack

Die Bremer Bürgerhäuser sind die von der Bremer Stadtverwaltung unterstützten, kulturellen und sozialen Treffpunkte in den Stadtteilen, die nach 1945 als kommunale Veranstaltungsgebäude entstanden.
Die Bürgerhäuser werden von gemeinnützigen Vereinen betrieben, die im Verband Bremer Bürgerhäuser zusammenarbeiten. Gruppen- und Kursangebote für die Bereiche Kinder, Jugendliche, Erwachsene, Senioren, Nachbarn, für Hobby, Sport, Gesundheit, Unterhaltung, Kultur oder Sprachen finden sich im Angebot der Bürgerhäuser. Haupt- und ehrenamtliche Kräfte betreuen die Bürgerhäuser. Die jeweiligen Säle oder Gruppenräume der Bürgerhäuser werden zumeist Bürgern für Tagungen, Ausstellungen, Konzerte oder auch für Veranstaltungen aus privatem Anlass vermietet.

## Bürgerhäuser in Bremen
Es gibt (Stand 2011) neun Bürgerhäuser (Alphabetisch geordnet nach Stadt- bzw. Ortsteilen):
- Das Nachbarschaftshaus Helene-Kaisen, in Gröpelingen, besteht seit 1952 in einem Neubau beim Ohlenhof und war das erste Bürgerhaus in Bremen.[1]
- Das Bürgerhaus Hemelingen in Hemelingen besteht seit 1984 nach einem Umbau des  Wohnhauses Wilkens an der Godehardstraße 4 und in einem Neubau.[2] Beim Bau des Hemelinger Tunnels mussten um 2000 Bauschäden saniert werden.
- Das Bürger- und Sozialzentrum Huchting (BuS) in Huchting, im Ortsteil Sodenmatt, Amersfoorter Straße, besteht seit 1987 durch Nutzung und Umbau der ehemaligen Schule an der Amersfoorter Straße. Arbeit & Ökologie, AWO – Integra, Bürgerhaus, Kulturladen, Kinderladen, Haus der Familie, Mädchentreff, Medienwerkstatt, Mütter- und Familienzentrum Huchting, Musik-Bands, Pfadfinder, Stadtteilprojekt Wohnen in Nachbarschaften (WiN), TuS Huchting und Werkstatt Bremen arbeiten hier zusammen. Ein Neubau für Teilbereiche erfolgte 2015/17.[3]
- Das Bürgerhaus Mahndorf in Hemelingen im Ortsteil Mahndorf ist eine ehemalige Bahnhofsgaststätte am Bahnhof, die 1979 Bürgerhaus wurde.[4]
- Das Bürgerhaus Gemeinschaftszentrum Obervieland (BGO) in Obervieland im Ortsteil Kattenturm, besteht seit 1977 in einem Neubau in der Alfred-Faust-Straße.[5]
- Das Bürgerhaus Oslebshausen im Gröpelinger Ortsteil Oslebshausen besteht seit 1977 in einem Neubau Am Nonnenberg 40, das 2002 renoviert wurde.[6]
- Das Bürgerhaus Weserterrassen in der Östlichen Vorstadt im Ortsteil Steintor am Osterdeich besteht seit 1975 in dem vorhandenen Gebäude und verzeichnete (Stand: 2010) jährlich über 100.000 Besucher; das benachbarte Café wird von einer GmbH betrieben.[7]
- Das Bürgerzentrum Neue Vahr in der Vahr im Ortsteil Neue Vahr Südwest besteht seit 1977 in einem Neubau an der Berliner Freiheit.[8]
- Das Gustav-Heinemann-Bürgerhaus in Vegesack  besteht seit 1977 in einem Neubau am Sedanplatz. Es wird betrieben von der Kulturbüro Bremen Nord gGmbH, deren Gesellschafter der Gustav-Heinemann Bürgerhaus e. V. ist.[9][10]

## Weblink
- Bremer Bürgerhäuser